# 不器用な先輩。
『不器用な先輩。』（ぶきようなせんぱい。）は、工藤マコトによる日本の漫画。作者のTwitterで発表後、人気を得て『ヤングガンガン』（スクウェア・エニックス）にて連載化となり、2019年24号から連載中。基本的に一話完結型のラブコメである。作者の工藤の代表作である。2025年3月時点で累計部数が60万部を突破している。
2025年にテレビアニメ化予定。

## あらすじ
周囲から厳しいことで怖がられているOLの「鉄輪（かんなわ）」が、今年入社した新入社員「亀川」の教育係に任命される。余計な世話をしてしまう「鉄輪」と後輩の「亀川」のオフィスラブの日常が描かれている。

## 登場人物
声の項はテレビアニメ版の声優。

### 主要人物
鉄輪 梓（かんなわ あずさ）
声 - Lynn
本作のヒロイン。27歳のOL。仕事に対し一生懸命で、大変真面目である。口調が強く、視線が厳しいため、周りの社員から恐れられている。しかし、本当は人付き合いが下手、不器用なだけであって、根は優しい。良い先輩であろうとしているが、どことなく空回りしている。慌てると方言が出てしまう。

亀川 侑（かめがわ ゆう）
声 - 坂田将吾
22歳の新入社員。鉄輪の直属の部下。優しくて社交性がある。不器用な鉄輪の優しい一面を唯一知っている。鉄輪との仲は良好である。
なお、この2人のほか、キャラクターの多くは大分県別府市、あるいはその近辺の温泉の地名に由来している。

## 評価・反響
2020年8月、「次にくるマンガ大賞2020」コミックス部門にて5位を獲得。
2020年6月時点ではTwitterで累計250万いいねの反響を、2021年1月時点では累計300万いいねの反響を得た。

## 書誌情報
- 工藤マコト『不器用な先輩。』 スクウェア・エニックス〈ヤングガンガンコミックス〉、既刊9巻（2025年3月25日現在）
  1. 2020年3月25日発売[2][11]、ISBN 978-4-7575-6543-2
  2. 2020年10月24日発売[12]、ISBN 978-4-7575-6914-0
  3. 2021年5月25日発売[13]、ISBN 978-4-7575-7270-6
  4. 2021年12月25日発売[14]、ISBN 978-4-7575-7643-8
  5. 2022年8月25日発売[15]、ISBN 978-4-7575-8088-6
  6. 2023年3月25日発売[16]、ISBN 978-4-7575-8483-9
  7. 2023年10月25日発売[17]、ISBN 978-4-7575-8869-1
  8. 2024年8月23日発売[18]、ISBN 978-4-7575-9375-6
  9. 2025年3月25日発売[19]、ISBN 978-4-7575-9766-2

## テレビアニメ
2024年にテレビアニメ化を発表。2025年10月よりTOKYO MXほかにて放送予定。

### スタッフ
- 原作 - 工藤マコト[5]
- 監督 - 小竹歩[5]
- シリーズ構成・脚本 - 井上美緒[5]
- キャラクターデザイン - 徳田賢朗[5]
- プロップデザイン - 小野晃、後藤望[7]
- 総作画監督 - 徳田賢朗、山内玲奈、水野友美子、小野晃[7]
- 美術監督 - 合六弘[7]
- 美術設定 - 小佐野詢、山中隆、西原旬哉、ゆーにっと、筒井典子、泉寛[7]
- 色彩設計 - 渡部勇輔[7]
- 2Dワークス - 西村徹也、鳩野高嗣、児玉裕之、タケサキリツ[7]
- 3DCG - 山田翔、Aaron "The Game" Pong[7]
- 特殊効果 - 太田良之[7]
- 撮影監督 - 村上優作[7]
- オフライン編集 - 渡邉千波[7]
- オンライン編集 - qooop[7]
- 音響監督 - 八巻大樹[7]
- 音響効果 - 今野康之[7]
- 録音調整 - 椎葉ひかる[7]
- 音響制作 - ビットグルーヴプロモーション[7]
- 音楽 - 藤本コウジ[5]
- 音楽制作 - キングレコード[7]
- 音楽プロデューサー - 諏訪豊[7]
- アニメーション制作 - スタジオエル[5]

### 主題歌
「不器用なI love you」
angelaによるオープニングテーマ。
「不器用に 君のとなり」
前島亜美によるエンディングテーマ。作詞は藤林聖子、作曲・編曲はYOSHIHIRO (KEYTONE)。

### 放送局
| 放送期間     | 放送時間 | 放送局   | 対象地域 | 備考        |
| ------------ | -------- | -------- | -------- | ----------- |
| 2025年10月 - | 未発表   | TOKYO MX | 東京都   |             |
|              |          | BS日テレ | 日本全域 | BS/BS4K放送 |

## コラボレート
2021年1月にヴィレッジヴァンガードとコラボレートし、限定グッズが発売された。
2021年5月21日発売の『ヤングガンガン』11号にて、桃月なしことコラボレート。オフィスでの姿や水着姿の鉄輪の装いをした桃月によるコラボグラビアを掲載。単行本第4巻の発売を記念して、同年12月17日発売の同誌2022年1号でも桃月とコラボレートし、魔女やスクール水着の格好をした鉄輪のコラボグラビアを掲載。単行本第9巻の発売直前を記念して、2025年7号でも桃月とコラボレートしたグラビアが掲載されている。